# Sean Kingston
Sean Kingston, właśc. Kisean Paul Anderson (ur. 3 lutego 1990 roku w Miami) – amerykański piosenkarz, R&B i pop oraz reggae. 
W wieku 6 lat wyjechał na Jamajkę, gdzie się wychował. Zadebiutował w 2007 roku singlem "Beautiful Girls". Nagrał wiele duetów m.in. z Tiësto, Three 6 Mafia i Flo Rida ("Feel It"), Justinem Bieberem ("Eenie Meenie" i "Shawty Lets Go") czy z Mannem ("Ghetto Girl"). W 2010 roku wystąpił gościnnie w serialu komediowym Suite Life: Nie ma to jak statek (odc. 59). 29 maja 2011 Sean Kingston został ciężko ranny w wyniku uderzenia skuterem wodnym o filar mostu; 24 czerwca 2011 Kingston został wypisany ze szpitala i kontynuował rekonwalescencję w domu.

## Dyskografia

### Albumy
| Rok                                                                  | Album | Sprzedaż i certyfikaty | Pozycje na listach | Pozycje na listach | Pozycje na listach | Pozycje na listach | Pozycje na listach | Pozycje na listach | Pozycje na listach | Pozycje na listach | Pozycje na listach | Pozycje na listach |
| Rok                                                                  | Album | Sprzedaż i certyfikaty | UWC                | US                 | UK                 | IRL                | AUS                | NZL                | GER                | SWI                | AUT                | FRA                |
| -------------------------------------------------------------------- | --- | ---------------------- | ------------------ | ------------------ | ------------------ | ------------------ | ------------------ | ------------------ | ------------------ | ------------------ | ------------------ | ------------------ |
| 2007                                                                 | Sean Kingston - Wydany: 31 lipca 2007 - Wytwórnia: Sony Music - Formaty: CD, digital download                    | - Sprzedaż US: 393.375 | 18                 | 6                  | 8                  | 20                 | 21                 | 2                  | —                  | 74                 | —                  | 43                 |
| 2009                                                                 | Tomorrow - Wydany: 22 września 2009 - Wytwórnia: Epic Records - Formaty: CD, digital download                    | - Sprzedaż US; bd.     | —                  | 37                 | 45                 | —                  | —                  | —                  | —                  | —                  | —                  | 146                |
| 2013                                                                 | Back 2 Life - Wydany: 10 września 2013 - Wytwórnia: Beluga Heights, Epic Records - Formaty: CD, digital download | - Sprzedaż US: bd.     | ___                | 33                 | __                 | __                 | __                 | __                 | __                 | __                 | __                 | __                 |
| "—" oznacza, iż album się ukazał lecz nie zajął pozycji w notowaniu. | |                        |                    |                    |                    |                    |                    |                    |                    |                    |                    |                    |

### Single
Solo
| Rok  | Singel                                               | Pozycje na listach | Pozycje na listach | Pozycje na listach | Pozycje na listach | Pozycje na listach | Pozycje na listach | Pozycje na listach | Pozycje na listach | Pozycje na listach | Pozycje na listach | Album         |
| Rok  | Singel                                               | US Hot 100         | US R&B 100         | US Pop 100         | UK                 | GER                | NLD                | FRA                | AUS                | SWI                | UWC                | Album         |
| ---- | ---------------------------------------------------- | ------------------ | ------------------ | ------------------ | ------------------ | ------------------ | ------------------ | ------------------ | ------------------ | ------------------ | ------------------ | ------------- |
| 2007 | "Beautiful Girls"                                    | 1                  | 12                 | 1                  | 1                  | 10                 | 8                  | 2                  | 1                  | 11                 | 3                  | Sean Kingston |
| 2007 | "Me Love"                                            | 14                 | —                  | 9                  | 32                 | —                  | —                  | —                  | 11                 | 81                 | 24                 | Sean Kingston |
| 2008 | "Take You There"                                     | 7                  | 52                 | 7                  | 100                | —                  | —                  | —                  | —                  | —                  | 13                 | Sean Kingston |
| 2008 | "There's Nothin'" (feat. Juelz Santana & The D.E.Y.) | 60                 | 63                 | 33                 | —                  | —                  | —                  | —                  | —                  | —                  | —                  | Sean Kingston |
| 2009 | "Fire Burning"                                       | 5                  | —                  | 7                  | 79                 | —                  | —                  | —                  | 63                 | —                  | —                  | Tomorrow      |
| 2009 | "Face Drop"                                          | 61                 | —                  | —                  | 56                 | —                  | —                  | —                  | —                  | —                  | —                  | Tomorrow      |
| 2010 | "Eenie Meenie" (feat. Justin Bieber)                 | 15                 | —                  | 19                 | 9                  | 60                 | 95                 | —                  | 74                 | 11                 | —                  | King Of Kingz |
| 2010 | "Letting Go (Dutty Love)" (feat. Nicki Minaj)        | 36                 | 51                 | 26                 | —                  | —                  | —                  | —                  | —                  | —                  | —                  | King Of Kingz |
| 2010 | "Dumb Love"                                          | 84                 | —                  | —                  | —                  | —                  | —                  | —                  | —                  | —                  | —                  | King Of Kingz |
| 2010 | "Party All Night (Sleep All Day)"                    | 102                | —                  | —                  | —                  | —                  | —                  | —                  | —                  | —                  | —                  | King Of Kingz |

Inne
| Rok  | Singel                                                               | Pozycje na listach | Pozycje na listach | Pozycje na listach | Pozycje na listach | Pozycje na listach | Pozycje na listach | Pozycje na listach | Pozycje na listach | Pozycje na listach | Pozycje na listach | Album                     |
| Rok  | Singel                                                               | US Hot 100         | US R&B 100         | US Pop 100         | UK                 | GER                | NLD                | FRA                | AUS                | SWI                | UWC                | Album                     |
| ---- | -------------------------------------------------------------------- | ------------------ | ------------------ | ------------------ | ------------------ | ------------------ | ------------------ | ------------------ | ------------------ | ------------------ | ------------------ | ------------------------- |
| 2007 | "Love Like This" (Natasha Bedingfield featuring Sean Kingston)       | 11                 | –                  | 10                 | –                  | –                  | –                  | –                  | –                  | –                  | 38                 | Pocketful of Sunshine     |
| 2007 | "Personal" (Fergie featuring Sean Kingston)                          | –                  | –                  | –                  | –                  | –                  | –                  | –                  | 49                 | –                  | –                  | The Dutchess              |
| 2007 | "What Is It" (Baby Bash featuring Sean Kingston)                     | 83                 | –                  | –                  | –                  | –                  | –                  | –                  | –                  | –                  | –                  | Cyclone                   |
| 2008 | "That's Gangsta" (Bun B featuring Sean Kingston)                     | -                  | –                  | –                  | –                  | –                  | –                  | –                  | –                  | –                  | –                  | II Trill                  |
| 2008 | "Roll" (Flo Rida featuring Sean Kingston)                            | 61                 | —                  | —                  | —                  | —                  | —                  | —                  | —                  | —                  | —                  | Mail On Sunday            |
| 2009 | "Fell It" (Three 6 Mafia featuring Tiësto, Sean Kingston & Flo Rida) | 78                 | –                  | –                  | 83                 | –                  | –                  | –                  | 20                 | –                  | –                  | Laws Of Power             |
| 2010 | "For My Hood" (Bow Wow featuring Sean Kingston)                      | -                  | –                  | –                  | –                  | –                  | –                  | –                  | –                  | –                  | –                  | Lottery Ticket soundtrack |